# Млака
Мла́ка (іноді Степич) — потік в Україні, у Івано-Франківському районі Івано-Франківської області. Права притока Похівки (басейн Дністра).

## Опис
Довжина 7,9 км.